# Società Sportiva Felice Scandone 2003-2004
Questa voce raccoglie le informazioni riguardanti la  Società Sportiva Felice Scandone nelle competizioni ufficiali della stagione 2003-2004.

## Verdetti stagionali
Competizioni nazionali
- Serie A:
  - stagione regolare: 16º posto su 18 squadre (11/23)

## Stagione
La stagione 2003-2004 della Società Sportiva Felice Scandone sponsorizzata Air, è la 4ª nel massimo campionato italiano di pallacanestro, la Serie A.

## Roster
| Air Avellino 2003-04 | Air Avellino 2003-04 |
| Giocatori            | Staff tecnico        |
| -------------------- | -------------------- |

| N. | Naz.                                          | Ruolo | Nome                | Anno | Alt.   | Peso   |  |
| -- | --------------------------------------------- | ----- | ------------------- | ---- | ------ | ------ |  |
| 4  | Francia (bandiera)                            | P     | Frédéric Forte      | 1970 | 191 cm | 75 kg  |  |
| 5  | Italia (bandiera)                             | P     | Maurizio Ferrara    | 1986 | 185 cm | 75 kg  |  |
| 6  | Croazia (bandiera)                            | GA    | Arijan Komazec      | 1970 | 202 cm | 98 kg  |  |
| 7  | Stati Uniti (bandiera)                        | G     | Nate Green          | 1977 | 195 cm | 85 kg  |  |
| 8  | Italia (bandiera)                             | G     | Pasquale Nigro      | 1984 | 190 cm | 85 kg  |  |
| 9  | Italia (bandiera)                             | GA    | Costantino Urciuoli | 1985 | 192 cm | 81 kg  |  |
| 10 | Stati Uniti (bandiera) · Italia (bandiera)    | G     | Larry Middleton (C) | 1965 | 190 cm | 92 kg  |  |
| 11 | Stati Uniti (bandiera)                        | C     | Chris Massie        | 1977 | 205 cm | 116 kg |  |
| 12 | Australia (bandiera) · Regno Unito (bandiera) | AG    | Andrew Rice         | 1980 | 205 cm | 98 kg  |  |
| 12 | Polonia (bandiera) · Francia (bandiera)       | AG    | Paweł Storożyński   | 1979 | 203 cm |        |  |
| 13 | Stati Uniti (bandiera)                        | C     | Harold Jamison      | 1976 | 204 cm | 118 kg |  |
| 14 | Australia (bandiera) · Irlanda (bandiera)     | PG    | Damien Ryan         | 1979 | 194 cm | 90 kg  |  |
| 15 | Italia (bandiera)                             | C     | Michele Maggioli    | 1977 | 212 cm | 112 kg |  |
| -  | Italia (bandiera)                             | GA    | Salvatore Parlato   | 1986 | 195 cm | 78 kg  |  |

| Allenatore                                                                        |
| - Zare Markovski                                                                  |
| Assistente/i                                                                      |
| - Gianluca De Gennaro Legenda - (C) Capitano - (IN) Inattivo - Infortunato Roster |

### Staff tecnico e dirigenziale
- Allenatore: Zare Markovski
- Vice Allenatore: Gianluca De Gennaro
- Assistente: Antonello Pellecchia
- Preparatore Atletico: Maurizio Maietta
- Medico: Gennaro Corbo
- Medico: Elia De Simone
- Medico: Luciano Marino
- Massaggiatore: Gerardo Zeccardo

- Presidente: Carmine Cardillo
- Vicepresidente: Pio Gagliardi
- Segretario Generale: Antonello Nevola
- Dirigente Accompagnatore: Gerardo Mariella
- Relazioni Esterne: Salvatore Miano
- Segreteria: Benedetta Capaldo
- Resp. Settore Giovanile: Vincenzo Tedesco

## Mercato

### Sessione estiva
| Acquisti | Acquisti         | Acquisti        | Acquisti   | Acquisti |
| R.       | Nome             | da              | Modalità   |          |
| -------- | ---------------- | --------------- | ---------- | -------- |
| PG       | Damien Ryan      | B.C. Ferrara    | definitivo |          |
| C        | Chris Massie     | Memphis Tigers  | definitivo |          |
| P        | Frédéric Forte   | Strasburgo      | definitivo |          |
| GA       | Arijan Komazec   | Śląsk Breslavia | definitivo |          |
| AG       | Andrew Rice      | Virtus Bologna  | definitivo |          |
| C        | Michele Maggioli | Mens Sana Siena | prestito   |          |
| C        | Harold Jamison   | Śląsk Breslavia | definitivo |          |

| Cessioni | Cessioni            | Cessioni        | Cessioni       | Cessioni |
| R.       | Nome                | a               | Modalità       |          |
| -------- | ------------------- | --------------- | -------------- | -------- |
| AC       | Ante Grgurević      | Krka Novo mesto | fine contratto |          |
| G        | James Collins       | Scafati Basket  | fine contratto |          |
| P        | Anthony Giovacchini | Pall. Roseto    | fine contratto |          |
| AG       | Todor Gečevski      | BBV Hagen       | fine contratto |          |
| G        | David Vanterpool    | Mens Sana Siena | fine contratto |          |
| C        | Dušan Jelić         | Saski Baskonia  | fine contratto |          |

### Dopo l'inizio della stagione
| Acquisti | Acquisti          | Acquisti | Acquisti        | Acquisti   |
| R.       | Nome              | da       | Data            | Modalità   |
| -------- | ----------------- | -------- | --------------- | ---------- |
| G        | Nate Green        | Qatar SC | 22 ottobre 2003 | definitivo |
| AG       | Paweł Storożyński | Brest    | 23 gennaio 2004 | definitivo |

| Cessioni | Cessioni    | Cessioni       | Cessioni        | Cessioni    |
| R.       | Nome        | a              | Data            | Modalità    |
| -------- | ----------- | -------------- | --------------- | ----------- |
| AG       | Andrew Rice | Perth Wildcats | 10 gennaio 2004 | rescissione |

## Risultati

### Regular season

#### Girone di andata
| Varese 5 ottobre 2003 , ore 18:15 1ª giornata | Pall. Varese | 95 – 85 | Scandone Avellino | PalaWhirlpool |

| Avellino 12 ottobre 2003 , ore 18:15 2ª giornata | Scandone Avellino | 85 – 78 | Pall. Biella | PalaDelMauro |

| Roma 18 ottobre 2003 , ore 20:30 3ª giornata | Virtus Roma | 71 – 74 | Scandone Avellino | PalaLottomatica |

| Avellino 23 ottobre 2003 , ore 20:30 4ª giornata | Scandone Avellino | 76 – 77 | V.L. Pesaro | PalaDelMauro |

| Trieste 25 ottobre 2003 , ore 15:00 5ª giornata | Pall. Trieste | 71 – 82 | Scandone Avellino | PalaTrieste |

| Livorno 30 ottobre 2003 , ore 20:30 6ª giornata | Basket Livorno | 90 – 80 | Scandone Avellino | PalaMacchia |

| Avellino 2 novembre 2003 , ore 18:15 7ª giornata | Scandone Avellino | 71 – 83 | Olimpia Milano | PalaDelMauro |

| Avellino 9 novembre 2003 , ore 18:15 8ª giornata | Scandone Avellino | 92 – 93 | Mens Sana Siena | PalaDelMauro |

| Udine 16 novembre 2003 , ore 18:15 9ª giornata | Amici Pall. Udinese | 98 – 89 | Scandone Avellino | PalaCarnera |

| Bologna 23 novembre 2003 , ore 18:15 10ª giornata | Fortitudo Bologna | 87 – 78 | Scandone Avellino | PalaDozza |

| Avellino 30 novembre 2003 , ore 20:30 11ª giornata | Scandone Avellino | 103 – 83 | Basket Napoli | PalaDelMauro |

| Treviso 6 dicembre 2003 , ore 20:30 12ª giornata | Pall. Treviso | 89 – 66 | Scandone Avellino | Palaverde |

| Avellino 21 dicembre 2003 , ore 18:15 13ª giornata | Scandone Avellino | 88 – 94 | Pall. Messina | PalaDelMauro |

| Avellino 28 dicembre 2003 , ore 18:15 14ª giornata | Scandone Avellino | 89 – 100 | Viola R. Calabria | PalaDelMauro |

| Teramo 4 gennaio 2004, ore 18:15 15ª giornata | Teramo Basket | 96 – 81 | Scandone Avellino | PalaScapriano |

| Avellino 11 gennaio 2004, ore 18:15 16ª giornata | Scandone Avellino | 87 – 64 | Pall. Roseto | PalaDelMauro |

| Cucciago 17 gennaio 2004, ore 20:30 17ª giornata | Pall. Cantù | 81 – 67 | Scandone Avellino | Mapooro Arena |

#### Girone di ritorno
| Avellino 25 gennaio 2004, ore 18:15 1ª giornata | Scandone Avellino | 99 – 92 | Pall. Varese | PalaDelMauro |

| Biella 1º febbraio 2004, ore 18:15 2ª giornata | Pall. Biella | 75 – 68 | Scandone Avellino | Palasport Biella |

| Avellino 8 febbraio 2004, ore 18:15 3ª giornata | Scandone Avellino | 65 – 61 | Virtus Roma | PalaDelMauro |

| Pesaro 18 febbraio 2004, ore 20:30 4ª giornata | V.L. Pesaro | 99 – 93 | Scandone Avellino | Adriatic Arena |

| Avellino 22 febbraio 2004, ore 18:15 5ª giornata | Scandone Avellino | 91 – 65 | Pall. Trieste | PalaDelMauro |

| Avellino 7 marzo 2004, ore 18:15 6ª giornata | Scandone Avellino | 76 – 70 | Basket Livorno | PalaDelMauro |

| Milano 14 marzo 2004, ore 18:15 7ª giornata | Olimpia Milano | 68 – 60 | Scandone Avellino | PalaLido |

| Siena 21 marzo 2004, ore 18:15 8ª giornata | Mens Sana Siena | 105 – 87 | Scandone Avellino | PalaEstra |

| Avellino 28 marzo 2004, ore 18:15 9ª giornata | Scandone Avellino | 97 – 87 | Amici Pall. Udinese | PalaDelMauro |

| Avellino 4 aprile 2004, ore 18:15 10ª giornata | Scandone Avellino | 84 – 98 | Fortitudo Bologna | PalaDelMauro |

| Napoli 10 aprile 2004, ore 20:30 11ª giornata | Basket Napoli | 73 – 71 | Scandone Avellino | PalaBarbuto |

| Avellino 15 aprile 2004, ore 20:30 12ª giornata | Scandone Avellino | 74 – 86 | Pall. Treviso | PalaDelMauro |

| Messina 18 aprile 2004, ore 18:15 13ª giornata | Pall. Messina | 78 – 91 | Scandone Avellino | PalaSanfilippo |

| Reggio Calabria 22 aprile 2004, ore 20:30 14ª giornata | Viola R. Calabria | 88 – 87 | Scandone Avellino | PalaCalafiore |

| Avellino 25 aprile 2004, ore 18:15 15ª giornata | Scandone Avellino | 108 – 119 | Teramo Basket | PalaDelMauro |

| Roseto degli Abruzzi 5 maggio 2004, ore 20:30 16ª giornata | Pall. Roseto | 108 – 96 | Scandone Avellino | PalaMaggetti |

| Avellino 9 maggio 2004, ore 18:30 17ª giornata | Scandone Avellino | 94 – 97 | Pall. Cantù | PalaDelMauro |